# Elizabeth Cervantes
Elizabeth Cervantes (Ciudad de México, 1 de agosto de 1973) es una actriz mexicana de cine y televisión. 
Fue galardonada con el Premio Ariel, originaria de la Ciudad de México. Destacada por su participación en telenovelas como El alma herida, Gitanas y Vivir sin ti, además de su trabajo cinematográfico en Más que a nada en el mundo, Borderland y El infierno.

## Carrera
Estudió actuación en las instituciones Casa del Teatro y el CEFAC o Centro de Formación Actoral de Tv Azteca, teniendo como profesores a Raúl Quintanilla, José Caballero, Rogelio Luevano, Héctor Mendoza y Jaime Estrada, entre otros.
Realizó participaciones en teatro junto a José Caballero en Metamorfosis y en La casa de las muñecas de Rogelio Luevano. Siendo su primera incursión al medio la telenovela Amores, querer con alevosía con el antagónico de Matilde Morales en 2001. 
En 2002 realizó su primera participación en cine español con la película Volverás con el papel estelar de Marta. Para 2003 regresa a la televisión junto a la productora Argos en la telenovela El alma herida que se transmitió por la cadena Telemundo. 
En 2004 regresó a España para grabar la cinta Febrer con el papel de Cristina, y ese mismo año vuelve a la televisión con la telenovela Gitanas interpretando a Érendira. Para 2006 regresó con un papel en la telenovela Marina ese mismo año tiene un participación en la cinta Fuera del cielo del director Javier Patrón Fox, y en la cinta Más que a nada en el mundo interpretando al estelar de la cinta, estando bajo la dirección de Andrés León y Javier Solar y por la que recibió el reconocimiento como mejor actriz recibiendo el Premio Ariel otorgado por la Academia Mexicana de Artes y Ciencias Cinematográficas y premio en Madrid a Mejor Interpretación en el festival Chimenea de Villaverde.
En 2007 participó en la cinta de terror norteamericana Borderland, producción independiente presentada durante el festival Horrorfest en 2007. También es en 2008 cuando recibió la oportunidad de protagonizar la telenovela Vivir por ti nuevamente bajo la producción de Argos, esta telenovela abordó el tema de la infidelidad en la pareja. En 2009 se anunció su participación en el filme De la infancia de Carlos Carrera.
En 2010 estrena la película El infierno protagonizando al lado de Damian Alcázar, película de gran impacto en México, ya que refleja ciertas realidades de un país que se encuentra involuntariamente en una guerra contra el narcotráfico. Ese mismo año protagonizó el filme Oscura seducción.

## Trayectoria

### Telenovelas
| Año  | Telenovela                        | Personaje                 |
| ---- | --------------------------------- | ------------------------- |
| 2015 | Así en el barrio como en el cielo | Estrella López Sánchez    |
| 2012 | Los Rey                           | Paola Garces-Garza de Rey |
| 2008 | Vivir por ti                      | Natalia Landeros          |
| 2006 | Marina                            | Sara López                |
| 2004 | Gitanas                           | Eréndira Lambert          |
| 2003 | El alma herida                    | Berta Villegas            |
| 2002 | La duda                           | Valentina                 |
| 2001 | Amores, querer con alevosía       | Matilde Morales           |
| 2000 | Ellas, inocentes o culpables      | Fernanda                  |

### Programas
| Año       | Programa                    | Personaje                |
| --------- | --------------------------- | ------------------------ |
| 2010-2011 | Drenaje profundo            | Rita Herrera             |
| 2010      | Capadocia                   | Gabriela "Gaby" Salmerón |
| 2001      | Lo que callamos las mujeres | Adriana                  |

### Cine
| Año  | Película                                | Personaje       |
| ---- | --------------------------------------- | --------------- |
| 2015 | Revenge Strategy                        | Daysi           |
| 2015 | La Guadalupana                          | Mama            |
| 2013 | Ciudadano Buelna                        | Güera Carrazco  |
| 2011 | Oscura seducción                        | Laura           |
| 2010 | El infierno                             | Guadalupe Solís |
| 2010 | De la infancia                          | Xaviera         |
| 2010 | Corazón de perro                        | Taibele         |
| 2009 | Crónica de un instante                  |                 |
| 2009 | La geometría del azar                   |                 |
| 2007 | Borderland: Al otro lado de la frontera | Anna            |
| 2006 | Más que a nada en el mundo              | Emilia          |
| 2006 | Fuera del cielo                         | Rebeca          |
| 2004 | Febrer                                  | Cristina        |
| 2002 | Volverás                                | Marta           |

## Premios y nominaciones

### Premio Ariel
| Año  | Categoría    | Película                   | Resultado |
| ---- | ------------ | -------------------------- | --------- |
| 2007 | Mejor actriz | Más que a nada en el mundo | Ganadora  |

### Mexican Cinema Journalists
| Año  | Categoría    | Película    | Resultado |
| ---- | ------------ | ----------- | --------- |
| 2011 | Mejor actriz | El infierno | Nominado  |